# Cheiropolyschema formosana
Cheiropolyschema formosana är en svampart som beskrevs av Matsush. 1980. Cheiropolyschema formosana ingår i släktet Cheiropolyschema, divisionen sporsäcksvampar och riket svampar.   Inga underarter finns listade i Catalogue of Life.